# داگور-نویین-گیلیات
در رشته افسانه‌های جی. آر. آر. تالکین پیرامون سرزمین میانی، داگور-نویین-گیلیات (Dagor-nuin-Giliath) به معنی نبرد زیر نور ستارگان است. این جنگ، دومین نبرد از نبردهای بلریاند است و نخستین نبردی است که نولدور در آن درگیر است.